# Lazise
Lazise is een gemeente in de Italiaanse provincie Verona (regio Veneto) en telt 6849 inwoners (31-12-2021). De oppervlakte bedraagt 65,0 km², de bevolkingsdichtheid is 96 inwoners per km².
Het dorpje is direct gelegen aan het Gardameer en een toeristische bestemming met meerdere campings. Ook ligt het origineel opgezette recreatieoord Canevaworld Resort in de gemeente Lazise. Het middeleeuwse karakter van het dorp is goed bewaard gebleven, zo is het kasteel uit de 11e eeuw na een tijd van verval in de 14e eeuw weer opgebouwd.
Het centrum is autovrij en heeft een druk voetgangersgebied met vele restaurants.
De volgende frazioni maken deel uit van de gemeente: Colà, Pacengo.

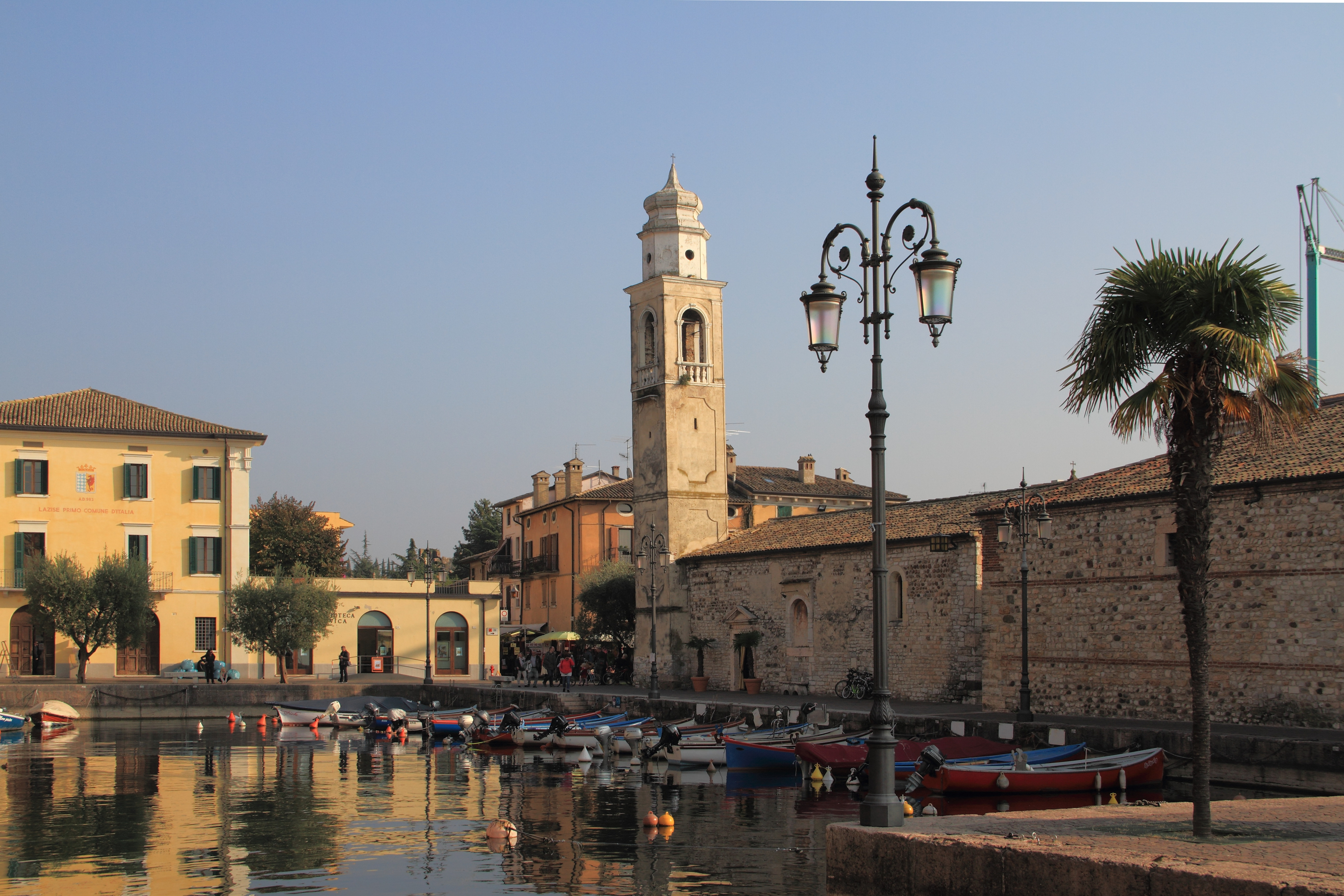
Haven van Lazise

## Demografie
Lazise telde op 31 december 2022, 3163 huishoudens. Het aantal inwoners steeg in de periode 1991-2001 met 10,3% volgens cijfers uit de tienjaarlijkse volkstellingen van ISTAT.
| Jaar | Inwoneraantal |
| ---- | ------------- |
| 1991 | 5490          |
| 2001 | 6055          |
| 2013 | 6875          |
| 2021 | 6849          |

## Geografie
De gemeente ligt op ongeveer 76 m boven zeeniveau.
Lazise grenst aan de volgende gemeenten: Bardolino, Bussolengo, Castelnuovo del Garda, Padenghe sul Garda (BS), Pastrengo.

## Fotogalerie

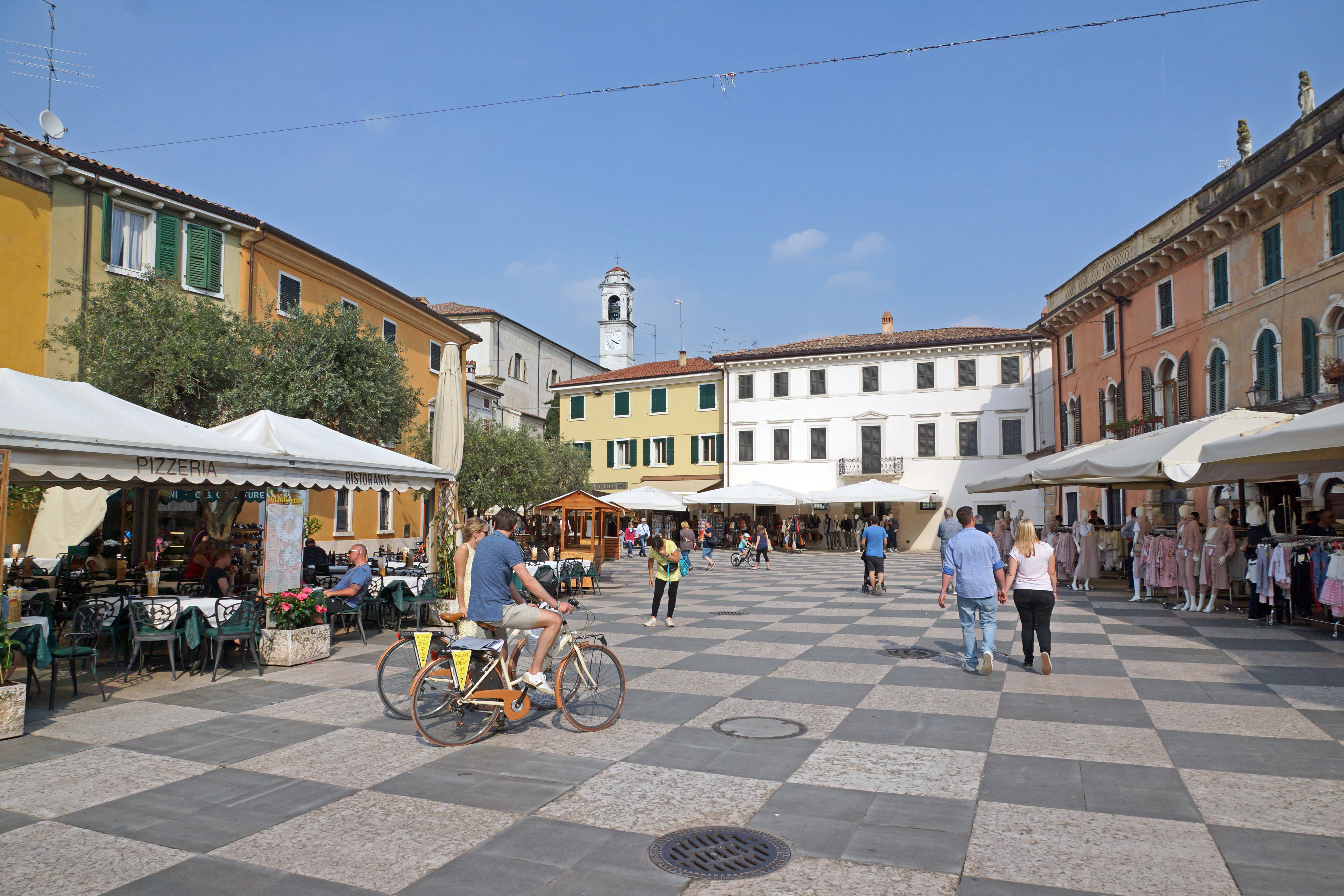
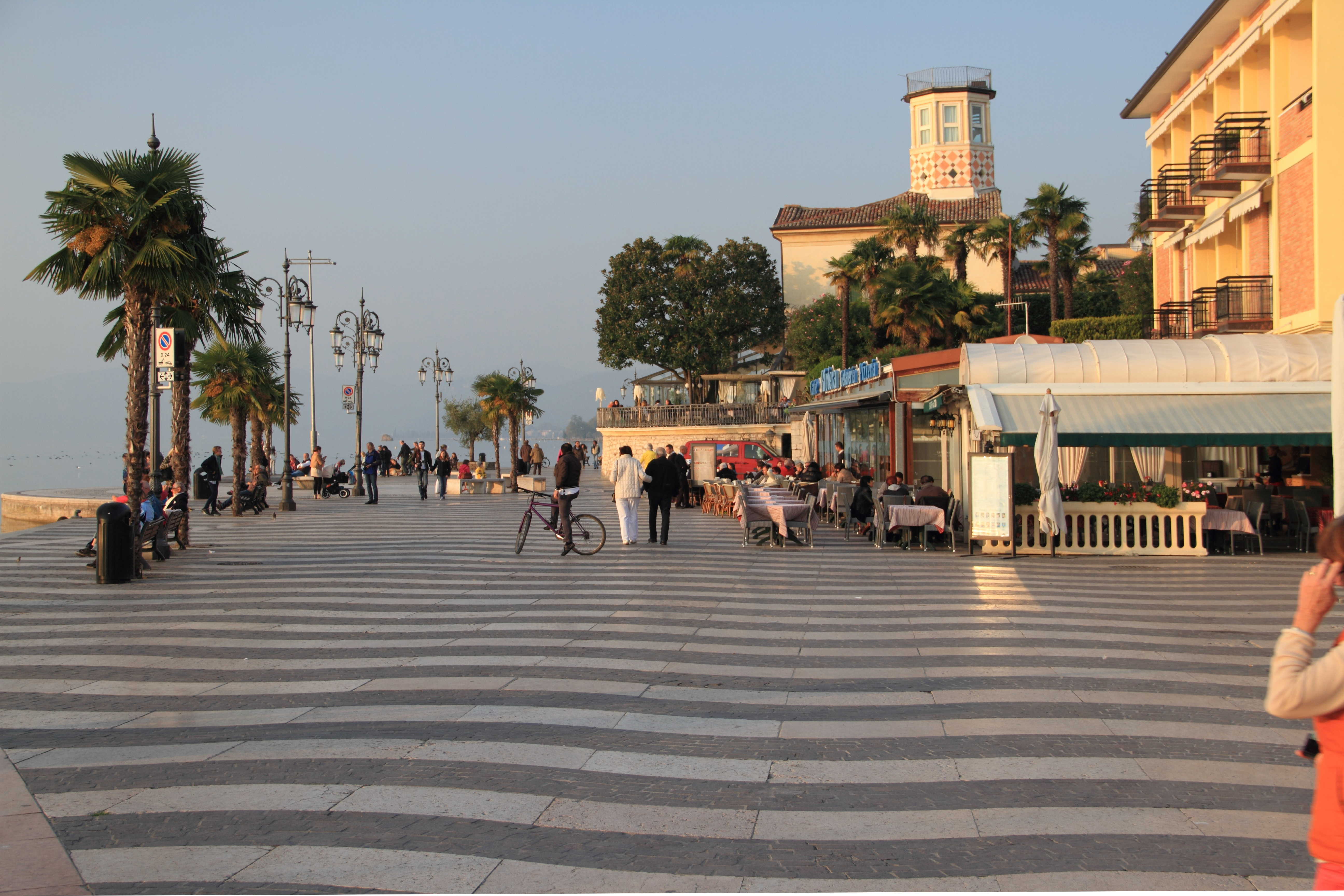
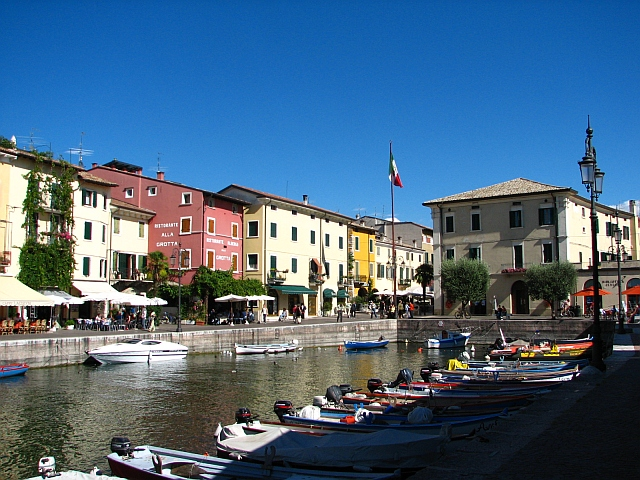
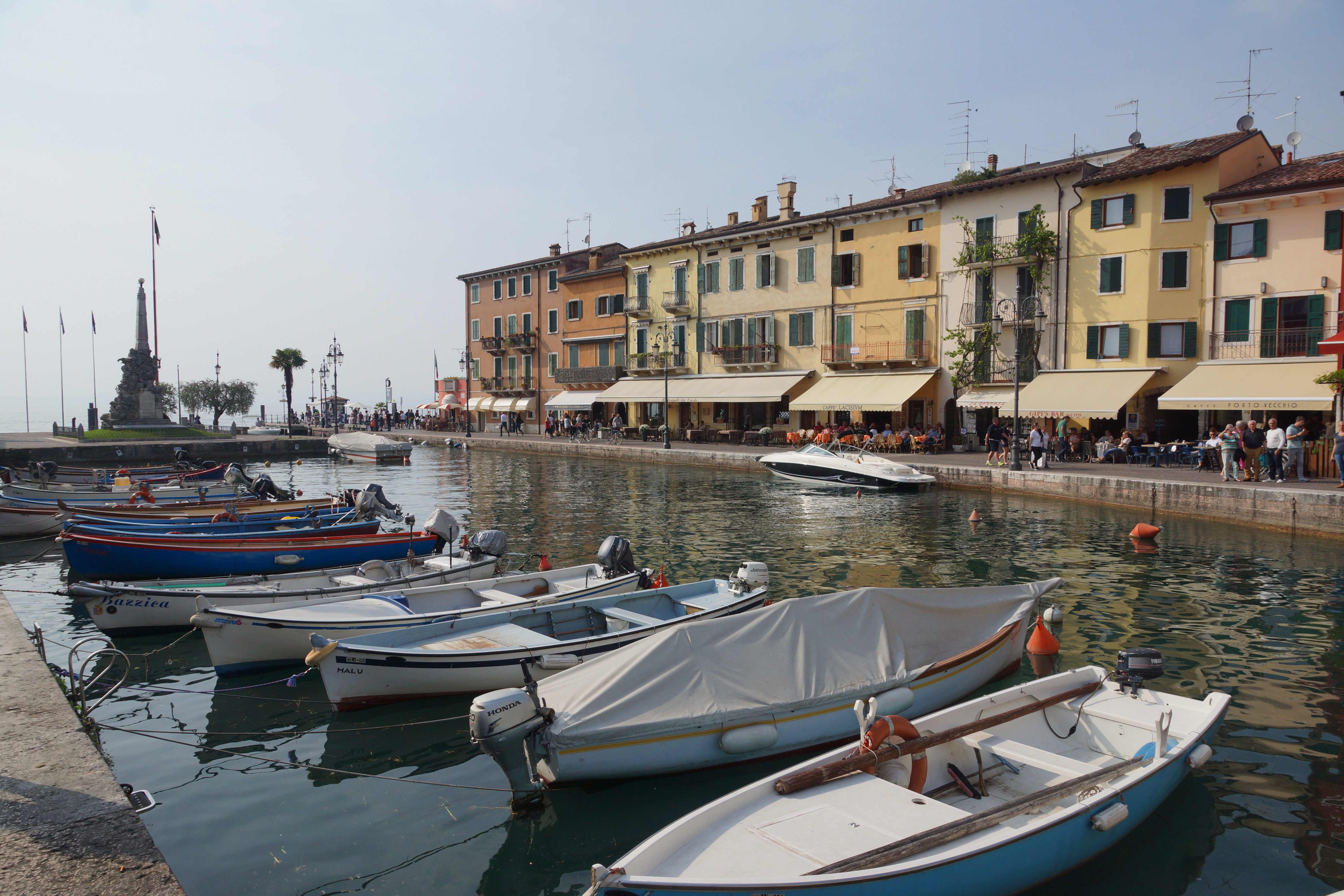
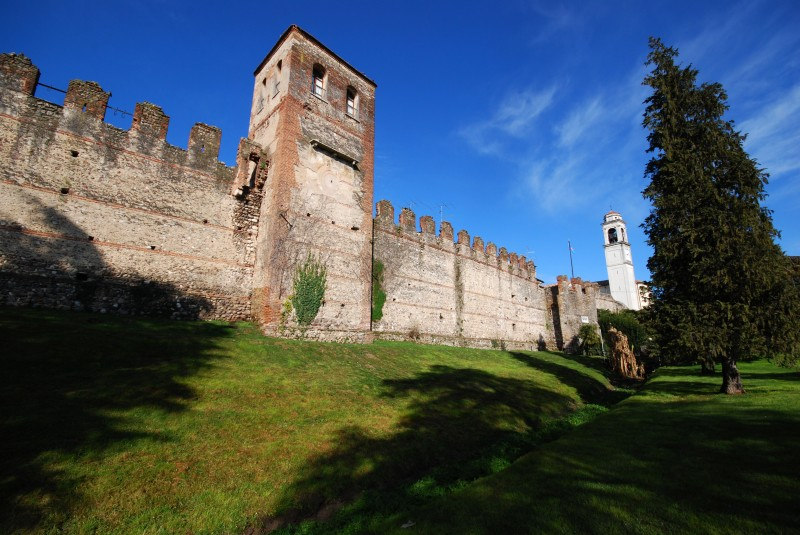
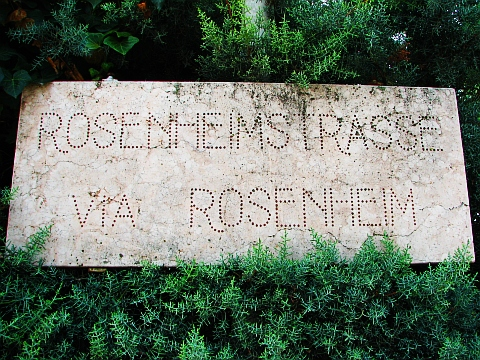